# Electrogena madli
Electrogena madli is een haft uit de familie Heptageniidae. De wetenschappelijke naam van de soort is voor het eerst geldig gepubliceerd in 1992 door Kazanci.
De soort komt voor in het Palearctisch gebied.